# RIG-I

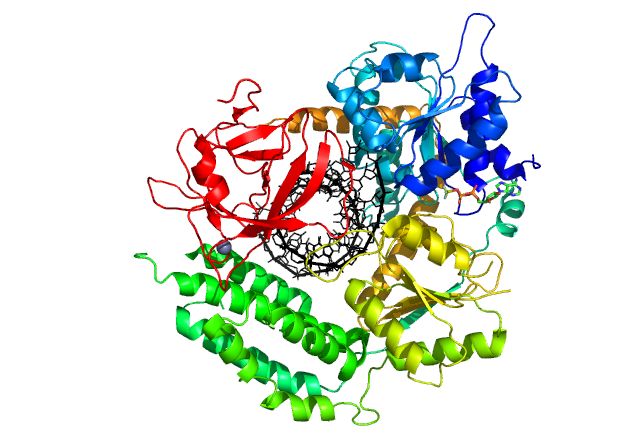
RIG-Iの一部と二本鎖RNAの複合体の構造。中心の黒色が二本鎖RNAで赤色がC末端側の抑制ドメイン（RD）、他がヘリカーゼドメイン

RIG-I（英：retinoic acid-inducible gene-I）はヒトの自然免疫系で働くタンパク質の分子。ウイルスが細胞内に進入した時にウイルス由来のRNAを認識し、抗ウイルス作用を示すI型インターフェロン産生の誘導を引き起こす、細胞質内に存在するRNAヘリカーゼである。京都大学の藤田尚志教授らによってその機能が明らかにされた。

## 蛋白質の機能
レチノイン酸によって誘導されるRIG-Iはインターフェロンやウイルス感染によってもそのmRNAの発現が誘導される。N末端領域に二つのCARD (caspase recruitment domain) 様のドメインを持ち、中央にヘリカーゼドメイン、C末端のドメイン（repressor domain: RD）はN末端のCARD様ドメインの働きを抑制する機能をもつことが知られている。ウイルス由来のと5’末端がリン酸化された平滑末端をもつ二重鎖RNAはc末端ドメイン（CTD）によって認識され、RNAと結合すると、蛋白質の構造変化が起こり、C末端による抑制がはずれ、N末端のCARD様ドメインが活性化し、下流のIPS-1分子にシグナルを伝えることでI型インターフェロンの産生を誘導する。また、CARD様ドメインの活性化にはTRIM25と呼ばれるユビキチンリガーゼによるK63を介したポリユビキチン化が必要であると報告されている。
　また、東京大学の谷口教授らのグループはDAI分子だけでなく、RIG-IもB型DNAを直接結合し認識すること、この認識が、単純ヘルペスＩ型ウイルス感染時のI型インターフェロン産生に必要であると報告している。また谷口教授らはRIG-IがウイルスのRNAやDNAを認識するさいにはHMGB蛋白質が必要であることを報告している。

## 仲間の蛋白質
RIG-Iと高い相同性を示すRNAヘリカーゼとしてMDA5とLGP2が存在する。RIG-Iと同様に自然免疫系で働くTLR分子の呼称にちなんで、RIG-I,MDA5,LGP2の三つのRNAヘリカーゼを「RLR（RIG-I like Receptor）」或いは、「RLH (RIG-I like helicase)」と呼ぶ。

## ウイルスとのかかわり
RIG-Iによって認識されるRNAウイルスとして、インフルエンザウイルス、センダイウイルス、日本脳炎ウイルス、水痘・帯状疱疹ウイルス、C型肝炎ウイルス、フィロウイルス、西ナイルウイルス、麻疹ウイルス、狂犬病ウイルス、風疹ウイルス等がある。また、ピコルナウイルスに属するマウスのEMCVは、MDA5によって認識される。
また、RIG-Iは、RNAウイルスの生産する二本鎖RNAを認識する。なお、通常のヒト細胞中には二本鎖RNAは存在しないので、もし細胞内に二本鎖RNAが存在するならこれは何らかの異常事態に由来するものであることになる。なお、TLR3やMAD5(melanoma differentiation-associated gene 5) など別のレセプターも二本鎖RNAを認識する。

## マウスのRIG-I
RIG-I遺伝子のノックアウトマウスの多くは胎生致死であり、ごくわずかだけ生まれるがすぐに死亡する。胎内で死亡する理由としては肝臓の発達異常に由来する。
しかし、近年、別のRIG-Iノックアウトマウスでは発生の異常は存在しないことも報告されている。この場合は大腸炎を発症する。

## 進化
近年のゲノムプロジェクトからRIG-Iは哺乳類特有の分子であると考えられている。一方、同じRLRに属するMDA5とLGP2は魚でもそのESTが報告されている。